# Duley Lake Provincial Park
Duley Lake Provincial Park är en provinspark i Newfoundland och Labrador i Kanada. Den ligger i västra delen av provinsen på Labradorhalvön mellan städerna Labrador City och Wabush i Newfoundland och Labrador och Fermont i Québec.
Just norr om parken finns en campingplats som tidigare var en del av provinsparken men som privatiserades 1997.